# Rexurdimento
 (février 2023).
Si vous disposez d'ouvrages ou d'articles de référence ou si vous connaissez des sites web de qualité traitant du thème abordé ici, merci de compléter l'article en donnant les références utiles à sa vérifiabilité et en les liant à la section « Notes et références ».

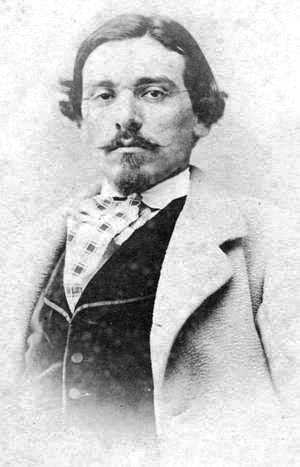
Eduardo Pondal

Le Rexurdimento (résurgence en français) est le nom donné à l'essor culturel, politique et historique de la Galice au XIXe siècle. La publication en 1863 de Cantares gallegos, une œuvre entièrement écrite en galicien par Rosalía de Castro, inaugure le Rexurdimento Pleno, les œuvres antérieures sont généralement classées comme précurseures. Rosalía, Eduardo Pondal, Valentín Lamas Carvajal et Manuel Curros Enríquez sont les principaux écrivains galiciens de cette époque.
Ce mouvement s'inscrit dans une vague de résurgences similaires dans la péninsule ibérique, comme le Surdimientu asturien ou les Renaixença catalane et valencienne.

## Description
Dans la première moitié du XIXe siècle, la Galice a connu série d'événements qui ont ouvert la voie au Rexurdimento. Cette époque est connue comme celle des précurseurs.

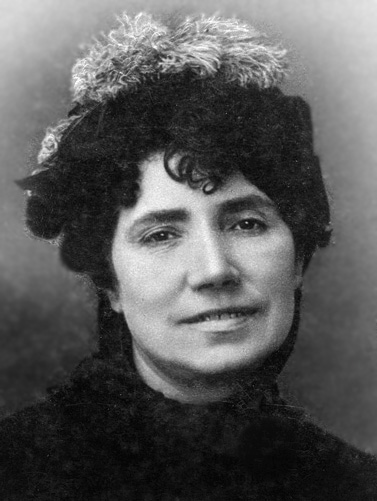
Rosalía de Castro, qui a initié le Rexurdimento proprement dit

Certains événements historiques importants ont contribué à éveiller la fibre nationaliste de nombreux Galiciens. L'un d'eux était l'invasion française, qui a conduit à la circulation de textes d'agitation populaires écrits en galicien. L'idée d'une Galice distincte de l'Espagne s'est progressivement accrue. Cette recherche d'identité s'est manifestée dans des publications, où des écrivains et des politiciens valorisaient cette identité galicienne par opposition à l'extérieur, considéré comme une menace.
En 1856 a eu lieu le banquet de Conxo, dans lequel les étudiants et les travailleurs ont fraternisé, et dans lequel le galléguisme a acquis des caractéristiques révolutionnaires. Les galiciens y ont revendiqué le droit de gérer leurs propres ressources, et des grandes figures du mouvement régionaliste galicien y ont participé, comme Aurelio Aguirre ou Eduardo Pondal.
En 1853 a été publié A gaita gallega, le premier livre écrit en galicien au XIXe siècle. Cette publication a été une étape importante pour la normalisation littéraire galicienne. Son auteur était Xoán Manuel Pintos, qui, avec Francisco Añón, Manuel Murguía et d'autres, appartenait au groupe des précurseurs, qui a anticipé le Rexurdimento dans la culture galicienne.
Le Rexurdimento à proprement parler ne commencera qu'avec la publication de Cantares gallegos de Rosalía de Castro en 1863, œuvre qui marqua la maturité de ce renouveau de la culture galicienne. D'autres écrivains éminents étaient Curros Enríquez (Aires de mi terra, 1880) et Eduardo Pondal (Queixumes dos pinos, 1886), qui ont permis au galicien d'atteindre un apogée littéraire.

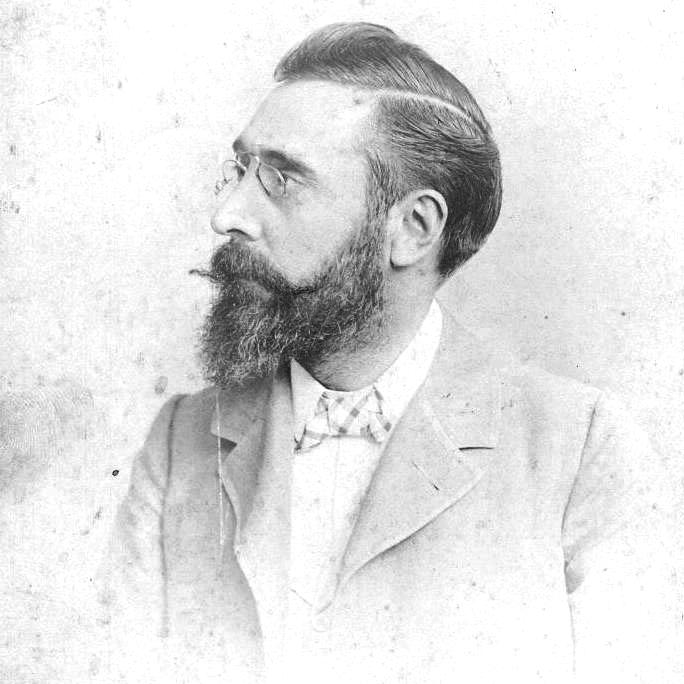
Manuel Curros Enríquez.

La présence du galicien dans les journaux contribue au prestige de la langue. En 1876, O Tío Marcos da Portela, le premier journal monolingue en galicien a été lancé par Valentín Lamas Carvajal, considéré comme le pionnier des journaux en galicien. Ce journal était extrêmement populaire. Entre 1886 et 1888, le journalisme se consolide en Galice, avec l'apparition de nouvelles initiatives monolingues : O Galiciano, à Pontevedra, A Monteira à Lugo et As Burgas, à Ourense.

### Autres articles
- Renaixença catalane